# ほかほか家族
『ほかほか家族』（ほかほかかぞく）はフジテレビ系で放映されたテレビアニメ。
1976年10月1日から1982年3月31日まで、フジテレビ系で月曜から金曜の 15:55 - 16:00（JST）に放送された。全1428話。 カラー作品。全国農業協同組合連合会（全農、現在のJA全農)→総理府（現在の内閣府）の一社提供。
とある一家を舞台に、生活の豆知識などを実写を加えて紹介する作品である。

## 登場人物
- 山野ヨネ（祖母）（高村章子→斉藤昌）
- 山野豊（父）（塚田正昭）
- 山野幸子（母）（戸部光代→高島雅羅）
- 山野まこと（長男）（近藤多佳子（近藤高子））
- 山野みどり（長女）（三田ゆう子（出口友子）)
- ダイゴロウ（飼い猫）

## スタッフ
- 監督：高橋照治、角田利隆
- 脚本：城山昇、村山修、平谷寿敏、井村身恒、田子一 他
- 演出：小野辰雄、小林利雄
- 絵コンテ：吉田浩、村山修、岡田宇啓 他
- 作画監督：小林勝利→金子勲
- 音楽：宮内國郎
- 制作：フジテレビ、エイケン

## OPテーマ
「ほかほか家族のテーマ」
作曲 - 宮内國郎
映像は「気球」・「サイクリング」・「虹とUFO」の3バージョン有るが、第3バージョンはやや曲がアレンジされている。
「約束」
作詞 - 神田広美／作曲 - 穂口雄右／編曲 - 大谷和夫／歌 - 野原理香
1000話放送を記念して誕生。放送では2番後半の冒頭部を使用。「野原理香」とは、作詞の神田広美の変名。

## 放送局
- フジテレビ（制作局）：月曜 - 金曜 15:55 - 16:00
- 北海道文化放送：月曜 - 金曜 15:55 - 16:00[1]
- 仙台放送：月曜 - 金曜 15:55 - 16:00[2]
- 秋田テレビ：月曜 - 金曜 15:55 - 16:00[3]
- 山形テレビ：月曜 - 金曜 15:55 - 16:00[1]
- 福島テレビ（1976年10月 - 12月に放送）：月曜 - 金曜 16:55 - 17:00[4]
- 新潟総合テレビ：月曜 - 金曜 11:40 - 11:45（1976年10月 - 1977年9月時点）[5]
- テレビ静岡：月曜 - 金曜 15:55 - 16:00[1]
- 富山テレビ：月曜 - 金曜 15:55 - 16:00[6]
- 石川テレビ：月曜 - 金曜 15:55 - 16:00[1][6]
- 福井テレビ：月曜 - 金曜 15:55 - 16:00[1]
- 東海テレビ：月曜 - 金曜 15:55 - 16:00[1]
- テレビ岡山：月曜 - 金曜 15:55 - 16:00[1]
- テレビ新広島：月曜 - 金曜 15:55 - 16:00[3]
- テレビ山口：月曜 - 金曜 15:55 - 16:00[7]
- テレビ愛媛：月曜 - 金曜 15:55 - 16:00[7]
- サガテレビ：月曜 - 金曜 15:55 - 16:00[7]
- テレビ長崎：月曜 - 金曜 15:55 - 16:00[1]
- テレビ熊本：月曜 - 金曜 15:55 - 16:00[1]
- テレビ大分：月曜 - 金曜 15:55 - 16:00[1]
- テレビ宮崎：月曜 - 金曜 15:55 - 16:00[8]
- 鹿児島テレビ：月曜 - 金曜 15:55 - 16:00[3]
- 沖縄テレビ：月曜 - 金曜 15:55 - 16:00[3]

## その他
現在映像ソフト化はされていない。
OPは、1999年12月より発売&レンタルされた「エイケンTVアニメ主題歌大全集」（VHS・LD・DVD）には、「『ほかほか家族のテーマ』第1バージョン」・「同・第2バージョン」と、「『約束』バージョン」が収録された。
1977年4月8日には、特別番組『欽ちゃんのドーンと24時間』の一環で萩本欽一が出演したがアニメキャラか解説役かは不明である。
1999年から2000年頃には、フジテレビ739にて一部の回が放送された。